# 徐紹泰
徐绍泰（？—？），號三阳，南直隶太平府當塗縣軍籍。

## 生平
家世湖阳乡，博学能文。万历四十三年（1615年）乙卯科应天乡试举人，四十七年（1619年）己未科進士，授兰溪县知县，甫莅任，丁艰归。起补成安县。生平孝友，以谒选不得启父手足，终身神伤，虽宴会无愉色。

## 家族
先祖徐珉。曾祖徐登。祖父徐欽。父徐守仁。
子徐鼐臣，崇祯十五年举人，顺治六年进士。從子徐弼臣，字象明，崇祯九年举人，三困公车卒。两世通籍者三，而皆穷抑以死，其室人宜冠帔者犹姑媳，亲井臼，莫识为缙绅眷也。